# St. Jakob (Leifers)

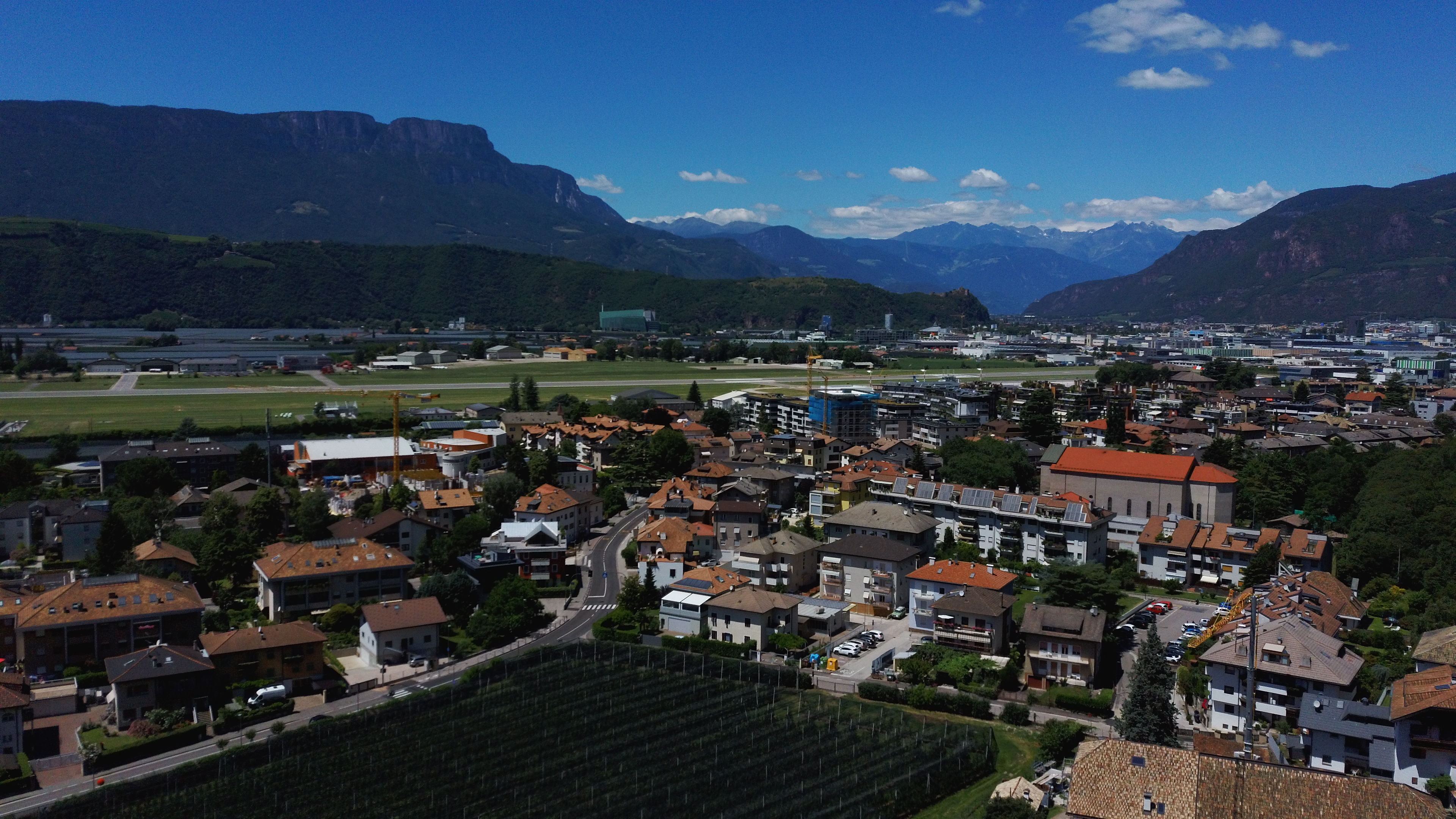
Blick über St. Jakob

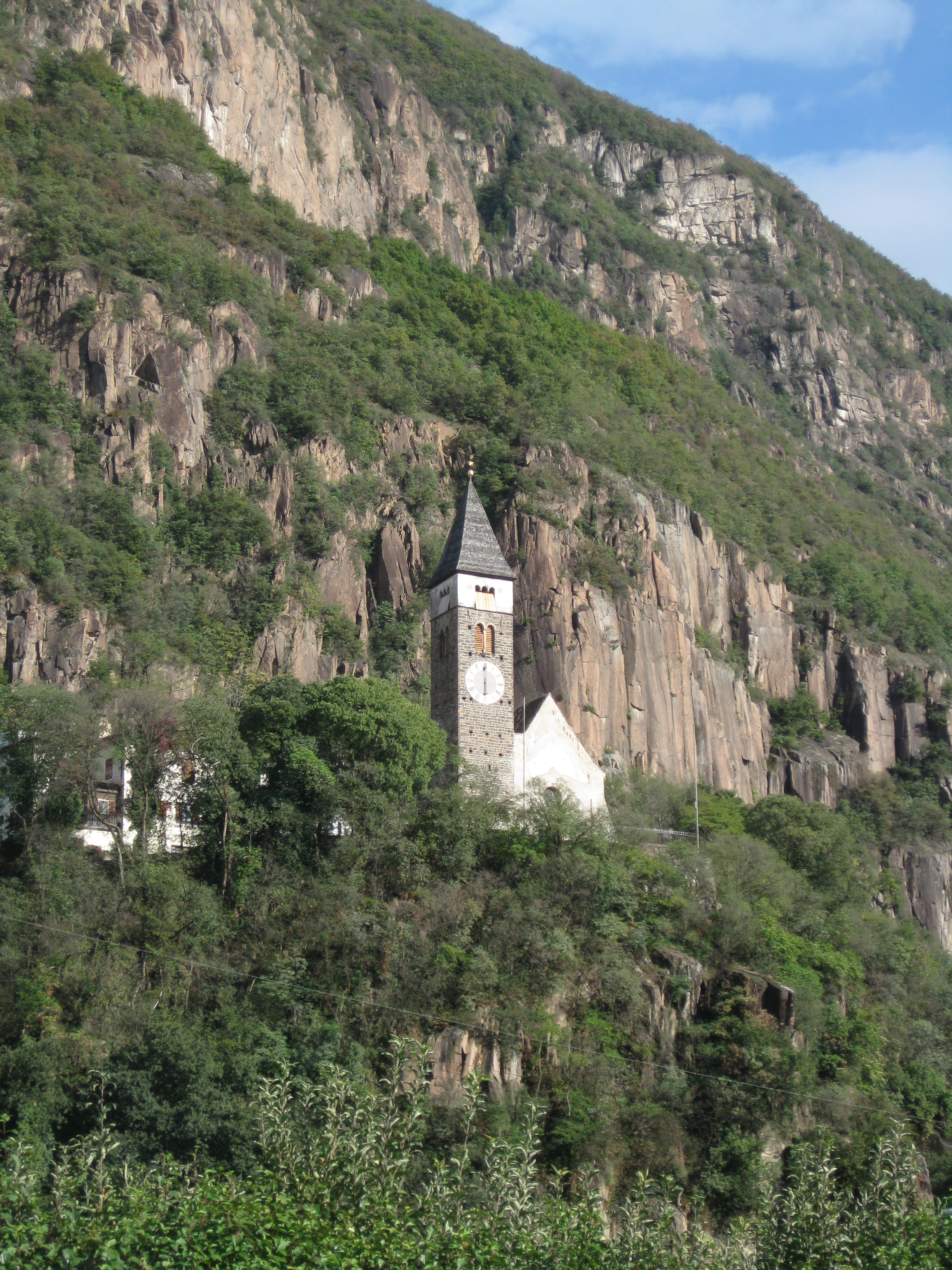
Blick auf den Kirchhügel von St. Jakob mit den Felswänden des Regglbergs

St. Jakob (italienisch San Giacomo), früher auch Unterau oder St. Jakob-Unterau genannt, ist ein Dorf in Südtirol (Italien). Der Großteil des Ortsbereichs gehört zur Stadtgemeinde Leifers, in der St. Jakob eine Fraktion mit rund 3600 Einwohnern (Stand 2017) bildet. Kleinere Teile St. Jakobs gehören zur Südtiroler Landeshauptstadt Bozen.

## Geographie
St. Jakob liegt am Fuß des Regglbergs im Etschtal bzw. Unterland. Der Großteil der Ortschaft mit dem Ortszentrum liegt – rund vier Kilometer nördlich des Stadtzentrums bzw. drei Kilometer nördlich von Steinmannwald – im Gemeindegebiet von Leifers, wobei die Grenze zu Bozen quer durch das Siedlungsgebiet verläuft. Auch das unmittelbar nördlich der Gemeindegrenze liegende, dem Bozner Stadtviertel Oberau-Haslach zugeordnete Wohngebiet wird zu St. Jakob gerechnet, an das sich nordwestlich das ausgedehnte Industriegebiet Bozen anschließt. Westlich wird St. Jakob von der Trasse der Brennerbahn und dem dahinterliegenden Flughafen Bozen (gelegentlich auch Flughafen St. Jakob genannt) abgegrenzt. An den Hängen des Regglbergs östlich hoch oberhalb von St. Jakob befindet sich Seit.

## Geschichte

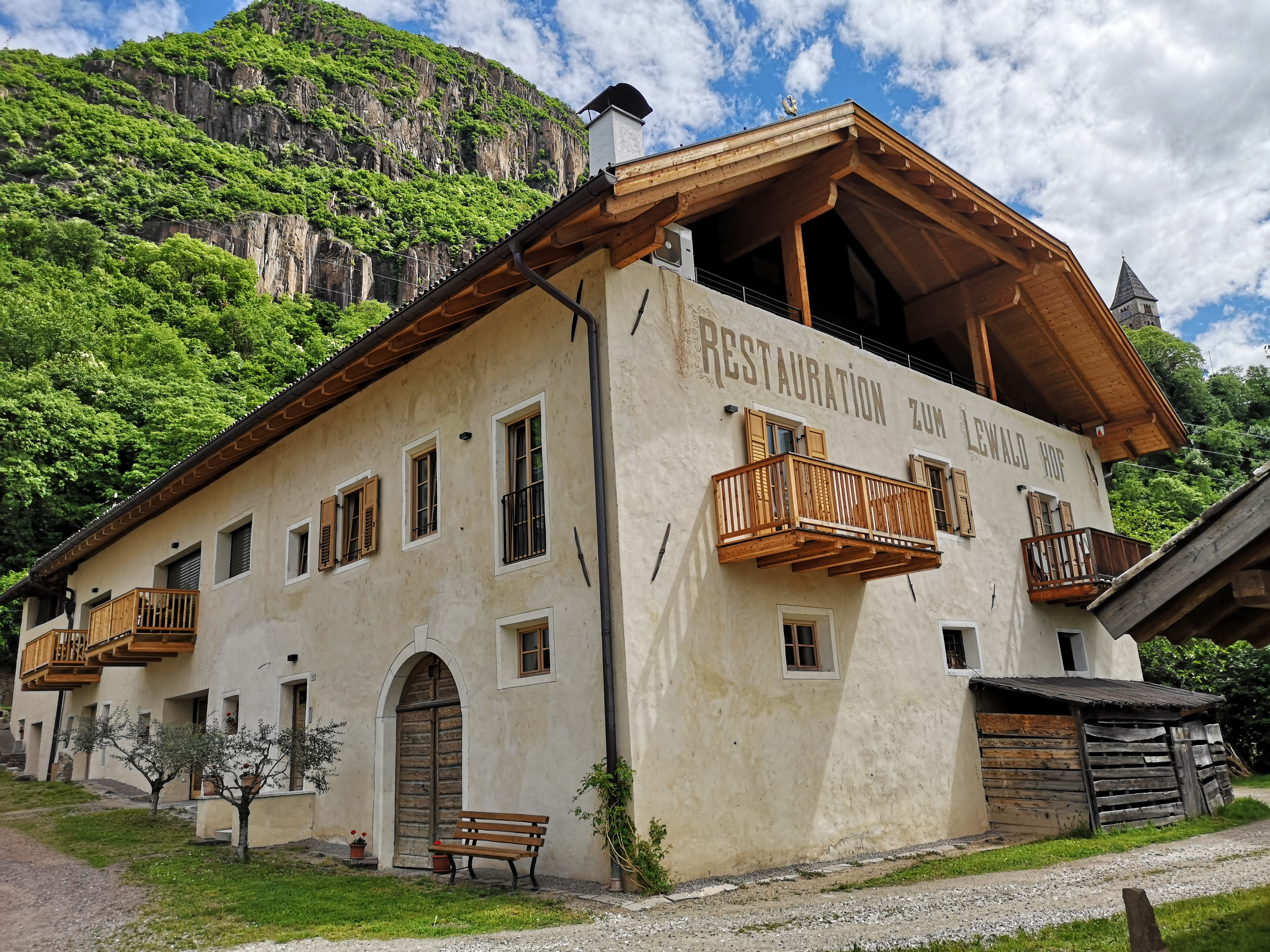
Der historische Gasthof Lewald in St. Jakob-Unterau

Die Ortschaft trägt ihren Namen von der hochmittelalterlichen, ersturkundlich 1237 als ecclesia sancti Jacobi in Cinte erwähnten Kirche St. Jakob in der Au (bzw. in Schint), die sich mit dem Widum erhöht auf einem gegenüber der Talniederung überschwemmunggeschützten Porphyrfelsen befindet. Die ursprüngliche Siedlung entstand entlang der darüber hinweg führenden Nord-Süd-Verbindung. In der Landgerichtsordnung von Gries-Bozen aus dem Jahr 1487 erscheint mit Mang Kuenn  ein eigener Viertelhauptmann „zu sand Jacob“, der zugleich als landesfürstlicher Steuereinnehmer fungierte. Die Höhensiedlung verlagerte sich erst nach der im späteren 18. Jahrhundert erfolgten Trockenlegung der Etschauen, dem sogenannten Stadtmoos, in den Talgrund, wo sie sich unter der Bezeichnung Unterau (im topografischen Gegensatz zu Oberau) rasch vergrößerte. Zu den alten Hofstellen des Ortes zählen Aspmair, Espen, Hilber, Hüttl (Schenk), Lewald und Renner.

## Sehenswürdigkeiten
- Die Kirche St. Jakob in der Au befindet sich auf einem Kirchhügel etwas südöstlich des Ortszentrums.
- Der Österreichische Soldatenfriedhof liegt im nördlichsten und somit zu Bozen gehörenden Teil St. Jakobs.
- Am bewaldeten Berghang verborgen zwischen St. Jakob und Steinmannwald befindet sich die Ruine des mittelalterlichen Tinzlturms.

## Bildung
In St. Jakob gibt es eine Grundschule für die deutsche und eine Grundschule für die italienische Sprachgruppe.

## Verkehr
Die ursprünglich durch den Ortskern führende SS 12 wurde im Rahmen eines Umfahrungsprojekts neu trassiert und 2001–2005 in einen um St. Jakob herumführenden Tunnel verlegt.